# Előre (hetilap, 1934–1939)
Előre Az SZDP előbb Kolozsvárt (1934-35), majd Bukarestben (1935-39) megjelenő magyar nyelvű hivatalos hetilapja, az Erdélyi Munkás folytatása.

## Témák, szerkesztők, munkatársak
Felelős szerkesztője Hoffer Géza. Politikai és munkásmozgalmi anyaga mellett társadalmi kérdésekkel is foglalkozott. 1936 májusában betiltották, majd megjelenését 1937. február végén újra engedélyezték. A királyi diktatúra kormánya tiltotta be végleg 1939 augusztusában. A lap irodalomtörténeti jelentőségét 1938-as számai adták meg. Irodalmi mellékletét Szellemi élet címen Jordáky Lajos szerkesztette, munkatársai: Asztalos István, Balla Károly, Barcs Sándor, Berde Mária, Frigyes Marcell, Józsa Béla, Kibédi Sándor, Kovács Katona Jenő, Nagy István, Ostoros Péter álnéven Kappner Ármin, Tabéry Géza. Közölték József Attila és Várnai Zseni verseit és folytatásokban Hamvas H. Sándor Li Tszu, egy kínai leány története c. regényét, Imre Sándor színházi cikkeit, Böszörményi Emil, Deutsek Géza, Hoffer Géza, Lakatos István politikai írásait.